# Stenotabanus hyalinalis
Stenotabanus hyalinalis är en tvåvingeart som beskrevs av Chainey, Hall och Gorayeb 1999. Stenotabanus hyalinalis ingår i släktet Stenotabanus och familjen bromsar. Inga underarter finns listade i Catalogue of Life.